# Kanton Blangy-le-Château
Kanton Blangy-le-Château (fr. Canton de Blangy-le-Château) byl francouzský kanton v departementu Calvados v regionu Dolní Normandie. Skládal se z 15 obcí, zrušen byl v roce 2015.

## Obce kantonu
- Les Authieux-sur-Calonne
- Blangy-le-Château
- Bonneville-la-Louvet
- Le Breuil-en-Auge
- Le Brévedent
- Coquainvilliers
- Le Faulq
- Fierville-les-Parcs
- Manerbe
- Manneville-la-Pipard
- Le Mesnil-sur-Blangy
- Norolles
- Saint-André-d'Hébertot
- Saint-Philbert-des-Champs
- Le Torquesne